# Хиура, Кестон
Кестон Ви Хин Нацуо Хиура (англ. Keston Wee Hing Natsuo Hiura, 2 августа 1996, Валенсия, Калифорния) — американский бейсболист, игрок второй базы клуба Главной лиги бейсбола «Милуоки Брюэрс».

## Карьера
Кестон родился 2 августа 1996 года в Валенсии, штат Калифорния. Он имеет японские и китайские корни. После окончания школы Хиура не был задрафтован и продолжил обучение в Калифорнийском университете. В чемпионате NCAA он провёл три сезона. В 156 матчах его показатель отбивания составил 37,5 %, он выбил 22 хоум-рана. На драфте Главной лиги бейсбола 2017 года Кестон был выбран клубом «Милуоки Брюэрс» в первом раунде под общим девятым номером.
Два года Хиура провёл в системе фарм-клубов «Брюэрс», продвинувшись до уровня АА-лиги. За два сезона он сыграл в 165 матчах, выбил 17 хоум-ранов, показатель отбивания Кестона составил 31,3 %. После завершения чемпионата 2018 года официальный сайт лиги поставил его на первое место среди перспективных игроков «Милуоки».
Сезон 2019 года он начал в ААА-лиге в составе «Сан-Антонио Мишнс». Хиура сыграл в 37 матчах, выбил 11 хоум-ранов, показатель отбивания составил 33,3 %. В середине мая «Брюэрс» перевели его в основной состав команды, где он заменил травмированного Тревиса Шоу. В Главной лиге бейсбола Кестон дебютировал в выездной игре с «Филадельфией». До конца чемпионата он принял участие в 84 матчах, выбив 19 хоум-ранов и 95 хитов. В сокращённом сезоне 2020 года Хиура сыграл в 59 матчах, став лидером «Брюэрс» по количеству выбитых хоум-ранов (13) и набранных RBI (32). В то же время в проведённых матчах он получил 85 страйкаутов, став худшим в Национальной лиге по этому показателю, а его показатель занятия баз составил всего 29,7 %.